# زیردریایی سنت جورج (کی-۴۳۳)
زیردریایی سنت جورج (کی-۴۳۳) (به انگلیسی: Russian submarine Svyatoy Georgiy Pobedonosets (K-433)) یک زیردریایی است که طول آن 166 m (544 ft 7 in) می‌باشد. این زیردریایی  در سال ۱۹۸۰ ساخته شد.